# Hipparchia pisidice
Hipparchia pisidice är en fjärilsart som beskrevs av Johann Christoph Friedrich Klug 1832. Hipparchia pisidice ingår i släktet Hipparchia och familjen praktfjärilar. Inga underarter finns listade i Catalogue of Life.

## Bildgalleri

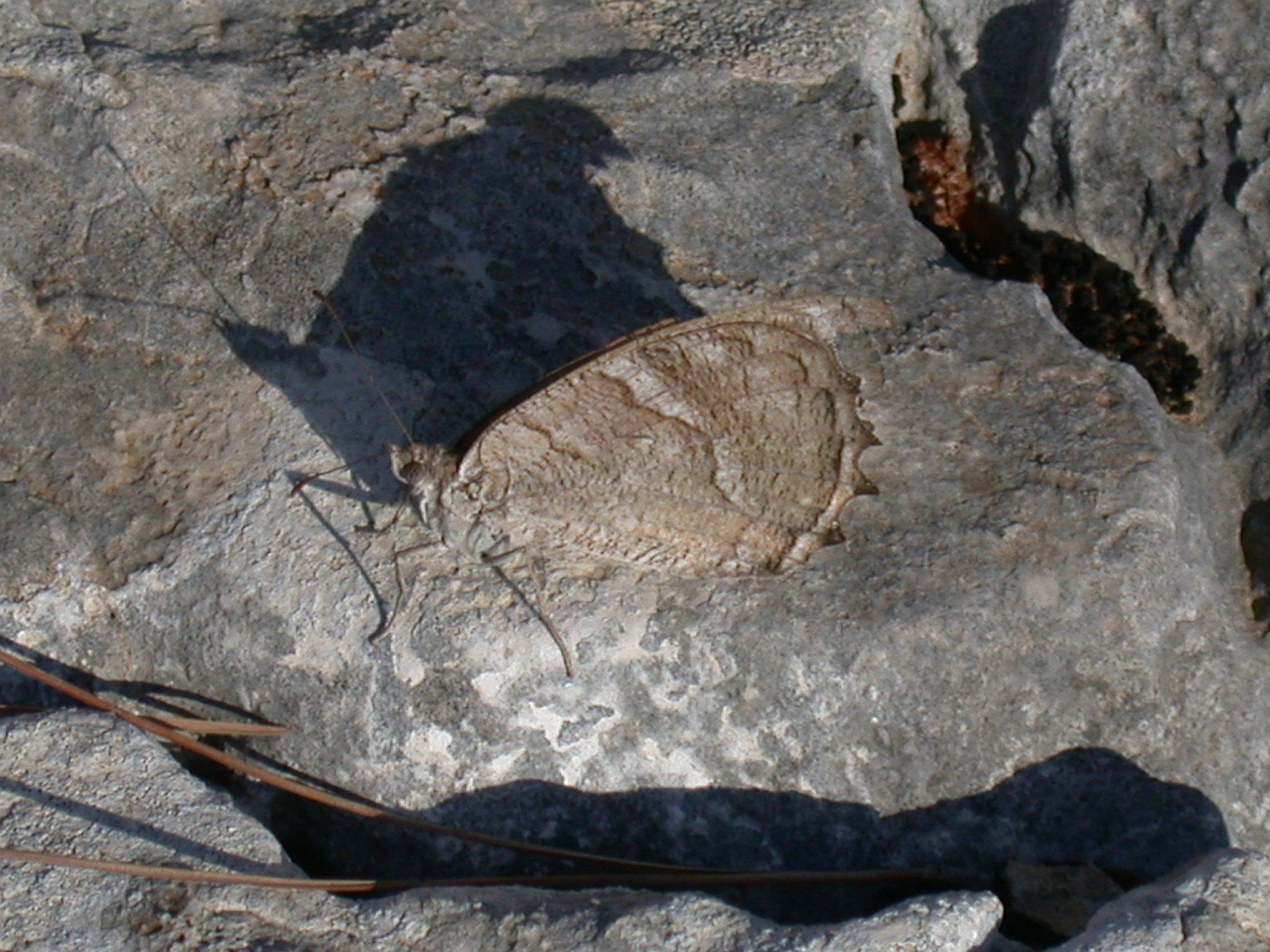
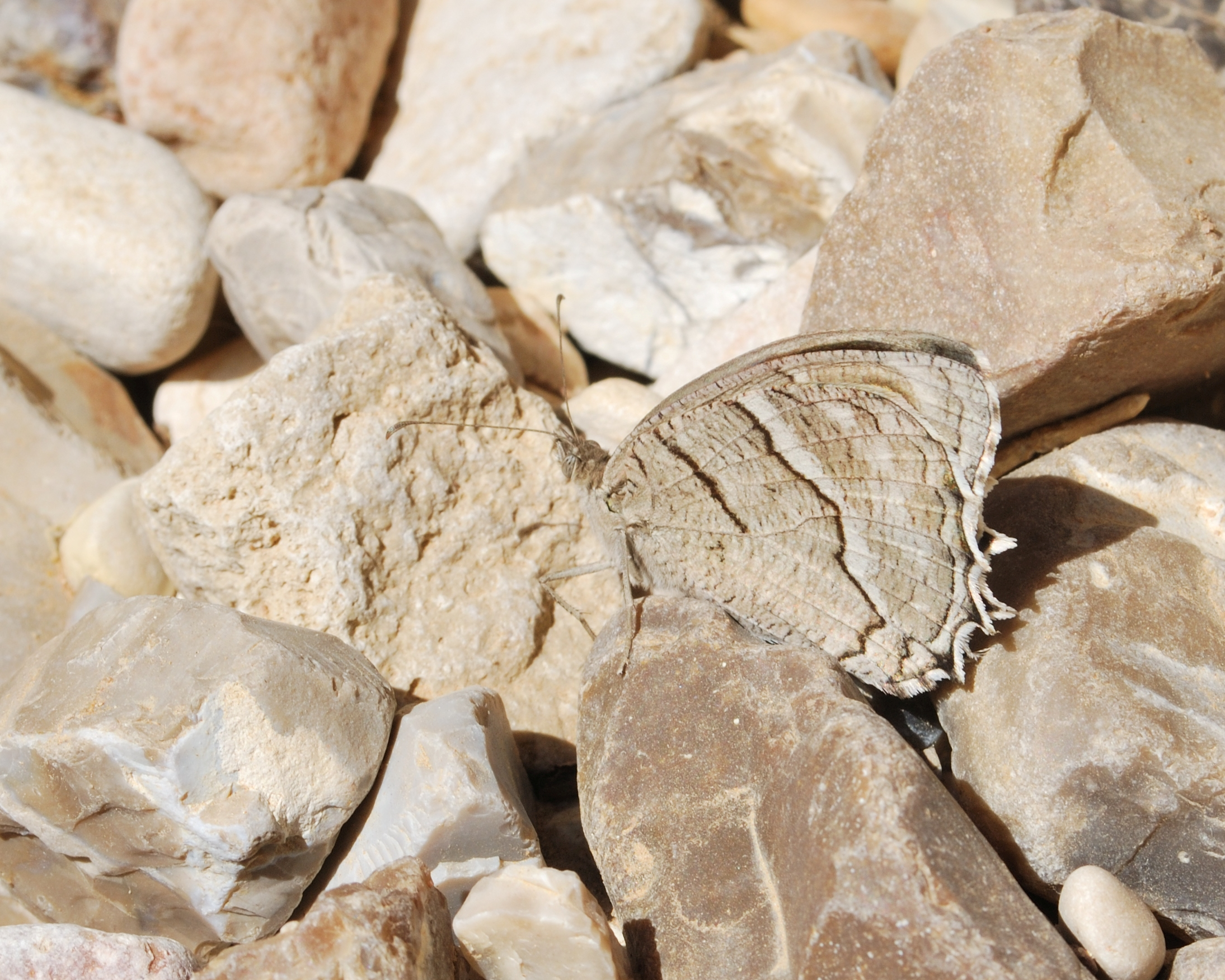